# 松村邦洋のOH-!邦自慢
『松村邦洋のOH-!邦自慢』（まつむらくにひろのオー!くにじまん）は山口放送（KRYラジオ）が2014年10月4日（土）から放送しているラジオ番組。

## 概要
パーソナリティは山口県熊毛郡田布施町出身のお笑いタレント・松村邦洋。KRYラジオでは初めてのレギュラー番組および冠番組。
番組では「お国自慢」をキーワードに、色々な地方出身のゲストを迎えてのトークや、リスナーから寄せられたお便りを紹介し、町おこし・村おこしを応援していく。番組開始初期の頃は年末年始などまれにゲストコーナーがなく、松村のひとり語りの回もあったが、2021年以降は年末年始も含めてほぼ毎回、基本前後編（まれに1回のみもあった）で行われている。
なお、収録はKRY本社ではなく東京都内にあるラジオ番組制作会社、かしわプロダクションのスタジオで行われている。

## テーマ曲
いずれも、スティールパンを奏でるバンド・PAN NOTE MAGICのアルバム「MAGIC HOUR」から選曲。
- 「La Bamba」（オープニング・エンディングテーマ）
- 「Coconut Liqueur」（CM中のフィラー、一部ネット局を除く）

## ネット局
オープニングで、松村が下記の放送順に全ネット局名の読み上げを行っていたが、2018年の放送より現在は省略し、代わりにネット局数になっている。2024年現在のネット局は後述の通りだが過去にはSTVラジオ、IBC岩手放送、茨城放送、南海放送にもネットしていた。

### 現在
現在のネット局は、公式サイトも参照。放送時間の早い順から記載。
各局、「radiko.jp」および「radiko.jpプレミアム」で全国聴取も可能。
| 放送対象地域  | 放送局名            | 放送時間                                        | 放送開始日    | 備考      |
| ------------- | ------------------- | ----------------------------------------------- | ------------- | --------- |
| 山口県        | 山口放送            | 土曜 15:00 - 15:30 月曜 19:00 - 19:30（再放送） | 2014年10月4日 | 制作局    |
| 秋田県        | 秋田放送            | 土曜 16:00 - 16:30                              | 2019年4月6日  |           |
| 高知県        | 高知放送            | 土曜 16:00 - 16:30                              | 2017年4月2日  |           |
| 富山県        | 北日本放送          | 土曜 18:30 - 19:00                              | 2014年10月5日 |           |
| 香川県        | 西日本放送          | 日曜 10:30 - 11:00                              | 2021年4月3日  |           |
| 山形県        | 山形放送            | 日曜 15:00 - 15:30                              | 2016年10月1日 |           |
| 静岡県        | 静岡放送            | 日曜 18:30 - 19:00                              | 2014年10月5日 |           |
| 福岡県        | RKB毎日放送         | 日曜 18:30 - 19:00                              | 2021年10月3日 | JRN単独局 |
| 宮崎県        | 宮崎放送            | 日曜 19:00 - 19:30                              | 2015年10月3日 |           |
| 福井県        | 福井放送            | 日曜 20:30 - 21:00                              | 2015年4月5日  |           |
| 鳥取県 島根県 | 山陰放送            | 日曜 20:30 - 21:00                              | 2017年10月8日 |           |
| 兵庫県        | ラジオ関西          | 日曜 23:00 - 23:30                              | 2016年1月4日  | 独立局    |
| 広島県        | 中国放送            | 水曜 22:00 - 22:30                              | 2021年4月3日  |           |
| 京都府 滋賀県 | KBS京都 （KBS滋賀） | 月曜 19:00 - 19:30                              | 2016年9月28日 | NRN単独局 |
| 石川県        | 北陸放送            | 火曜 21:00 - 21:30                              | 2014年10月5日 |           |
| 福島県        | ラジオ福島          | 火曜 21:00 - 21:30                              | 2020年9月29日 |           |
| 岐阜県        | 岐阜放送            | 火曜 23:00 - 23:30                              | 2015年3月30日 | 独立局    |
| 山梨県        | 山梨放送            | 水曜 21:30 - 22:00                              | 2024年4月2日  |           |
| 栃木県        | 栃木放送            | 金曜 23:30 - 24:00                              | 2023年10月5日 | NRN単独局 |

## ゲスト
日付は製作局のKRYラジオでの放送日。ゲストの出身地も併記する。
ゲストは原則として、番組をネットしている放送局の府県出身者が出演することが多い。
| 2014年 | 2014年 | 2014年                                             | 2014年                                             | 2014年      |
| 放送日 | 放送日 | ゲスト名                                           | 出身地                                             | 備考        |
| ------ | ------ | -------------------------------------------------- | -------------------------------------------------- | ----------- |
| 10月   | 4日    | なし（番組内容や自己紹介など）                     | なし（番組内容や自己紹介など）                     |             |
| 10月   | 11日   | 水戸華之介                                         | 山口県長門市                                       |             |
| 10月   | 18日   | 水戸華之介                                         | 山口県長門市                                       |             |
| 10月   | 25日   | 水戸華之介                                         | 山口県長門市                                       |             |
| 11月   | 1日    | 井上あずみ                                         | 石川県金沢市                                       |             |
| 11月   | 8日    | 井上あずみ                                         | 石川県金沢市                                       |             |
| 11月   | 15日   | 井上昌己                                           | 愛媛県八幡浜市                                     |             |
| 11月   | 22日   | 井上昌己                                           | 愛媛県八幡浜市                                     |             |
| 11月   | 29日   | 佐藤美希                                           | 栃木県宇都宮市                                     | [ 注釈 20 ] |
| 12月   | 6日    | 佐藤美希                                           | 栃木県宇都宮市                                     | [ 注釈 20 ] |
| 12月   | 13日   | ブリーフ&トランクス                                | 静岡県                                             |             |
| 12月   | 20日   | ブリーフ&トランクス                                | 静岡県                                             |             |
| 12月   | 27日   | なし（松村の高校時代の恩師と電話をつないでトーク） | なし（松村の高校時代の恩師と電話をつないでトーク） |             |

| 2015年 | 2015年 | 2015年           | 2015年             | 2015年      |
| 放送日 | 放送日 | ゲスト名         | 出身地             | 備考        |
| ------ | ------ | ---------------- | ------------------ | ----------- |
| 1月    | 3日    | 駒田徳広         | 奈良県三宅町       |             |
| 1月    | 10日   | 雷鳥             | 富山県射水市       |             |
| 1月    | 17日   | 雷鳥             | 富山県射水市       |             |
| 1月    | 24日   | 長江健次         | 大阪府豊中市       |             |
| 1月    | 31日   | 長江健次         | 大阪府豊中市       |             |
| 2月    | 7日    | 藤澤ノリマサ     | 北海道札幌市       |             |
| 2月    | 14日   | 藤澤ノリマサ     | 北海道札幌市       |             |
| 2月    | 21日   | 穂川果音         | 東京都豊島区       |             |
| 2月    | 28日   | 穂川果音         | 東京都豊島区       |             |
| 3月    | 7日    | みかん           | 愛媛県今治市       |             |
| 3月    | 14日   | みかん           | 愛媛県今治市       |             |
| 3月    | 21日   | 奥山コーシン     | 北海道旭川市       |             |
| 3月    | 28日   | 奥山コーシン     | 北海道旭川市       |             |
| 4月    | 4日    | みっちー         | 福井県鯖江市       |             |
| 4月    | 11日   | みっちー         | 福井県鯖江市       |             |
| 4月    | 18日   | あさみちゆき     | 山口県光市         |             |
| 4月    | 25日   | あさみちゆき     | 山口県光市         |             |
| 5月    | 2日    | なし             | なし               | [ 注釈 21 ] |
| 5月    | 9日    | 大江千里         | 大阪府藤井寺市     |             |
| 5月    | 16日   | 大江千里         | 大阪府藤井寺市     |             |
| 5月    | 23日   | SORGENTI         | 山口県山陽小野田市 |             |
| 5月    | 30日   | SORGENTI         | 山口県山陽小野田市 |             |
| 6月    | 6日    | 上妻宏光         | 茨城県日立市       |             |
| 6月    | 13日   | 上妻宏光         | 茨城県日立市       |             |
| 6月    | 20日   | 福田彩乃         | 愛知県豊田市       |             |
| 6月    | 27日   | 福田彩乃         | 愛知県豊田市       |             |
| 7月    | 4日    | GAO              | 山口県周南市       |             |
| 7月    | 11日   | GAO              | 山口県周南市       |             |
| 7月    | 18日   | 渡辺真知子       | 神奈川県横須賀市   |             |
| 7月    | 25日   | 渡辺真知子       | 神奈川県横須賀市   |             |
| 8月    | 1日    | やなわらばー     | 沖縄県石垣市       |             |
| 8月    | 8日    | やなわらばー     | 沖縄県石垣市       |             |
| 8月    | 15日   | どぶろっく       | 佐賀県基山町       |             |
| 8月    | 22日   | どぶろっく       | 佐賀県基山町       |             |
| 8月    | 29日   | 加藤高道（狩人） | 愛知県岡崎市       |             |
| 9月    | 5日    | 加藤高道（狩人） | 愛知県岡崎市       |             |
| 9月    | 12日   | K                | 韓国・ソウル       |             |
| 9月    | 19日   | K                | 韓国・ソウル       |             |
| 9月    | 26日   | タブレット純     | 神奈川県相模原市   |             |
| 10月   | 3日    | タブレット純     | 神奈川県相模原市   |             |
| 10月   | 10日   | 葛城ユキ         | 岡山県高梁市       |             |
| 10月   | 17日   | 葛城ユキ         | 岡山県高梁市       |             |
| 10月   | 24日   | なし             | なし               | [ 注釈 22 ] |
| 10月   | 31日   | 山田菜々         | 大阪府             | [ 注釈 23 ] |
| 11月   | 7日    | 加藤いづみ       | 愛媛県松山市       |             |
| 11月   | 14日   | 加藤いづみ       | 愛媛県松山市       |             |
| 11月   | 21日   | 磯山さやか       | 茨城県             |             |
| 11月   | 28日   | 磯山さやか       | 茨城県             |             |
| 12月   | 5日    | 金魚わかな       | 山口県下関市       |             |
| 12月   | 12日   | 金魚わかな       | 山口県下関市       |             |
| 12月   | 19日   | 城之内早苗       | 茨城県神栖市       |             |
| 12月   | 26日   | 城之内早苗       | 茨城県神栖市       |             |

| 2016年 | 2016年    | 2016年                           | 2016年                                             | 2016年      |
| 放送日 | 放送日    | ゲスト名                         | 出身地                                             | 備考        |
| ------ | --------- | -------------------------------- | -------------------------------------------------- | ----------- |
| 1月    | 2日       | なし（一人しゃべりスペシャル）   | なし（一人しゃべりスペシャル）                     |             |
| 1月    | 9日       | 西田あい                         | 鹿児島県姶良市                                     |             |
| 1月    | 16日      | 西田あい                         | 鹿児島県姶良市                                     |             |
| 1月    | 23日      | どぶろっく                       |                                                    | 2度目       |
| 1月    | 30日      | どぶろっく                       |                                                    | 2度目       |
| 2月    | 6日       | MisaChi                          | 宮崎県日南市                                       |             |
| 2月    | 13日      | MisaChi                          | 宮崎県日南市                                       |             |
| 2月    | 20日      | 八木菜緒（文化放送アナウンサー） | 愛媛県今治市                                       |             |
| 2月    | 27日      | 八木菜緒（文化放送アナウンサー） | 愛媛県今治市                                       |             |
| 3月    | 5日・12日 | 1組目:東京パフォーマンスドール   | 櫻井紗季：山口県 高嶋菜七：兵庫県 小林晏夕：静岡県 |             |
| 3月    | 5日・12日 | 2組目:アイデンティティ           | 田島直弥：神奈川県 三浦彰彦：広島県                | [ 注釈 24 ] |
| 3月    | 19日      | ブリーフ&トランクス              |                                                    | 2度目       |
| 3月    | 26日      | ブリーフ&トランクス              |                                                    | 2度目       |
| 4月    | 2日       | 清水ミチコ                       | 岐阜県高山市                                       | [ 注釈 25 ] |
| 4月    | 9日       | 清水ミチコ                       | 岐阜県高山市                                       | [ 注釈 25 ] |
| 4月    | 16日      | 上杉香緒里                       | 新潟県燕市                                         |             |
| 4月    | 23日      | 上杉香緒里                       | 新潟県燕市                                         |             |
| 4月    | 30日      | むらせ                           | 岐阜県                                             |             |
| 5月    | 7日       | むらせ                           | 岐阜県                                             |             |
| 5月    | 14日      | 加藤和樹                         | 愛知県名古屋市                                     |             |
| 5月    | 21日      | 加藤和樹                         | 愛知県名古屋市                                     |             |
| 5月    | 28日      | 蔦哲一朗                         | 徳島県三好市池田町                                 |             |
| 6月    | 4日       | 蔦哲一朗                         | 徳島県三好市池田町                                 |             |
| 6月    | 11日      | 桑田靖子                         | 福岡県直方市                                       |             |
| 6月    | 18日      | 桑田靖子                         | 福岡県直方市                                       |             |
| 6月    | 25日      | 布施辰徳                         | 静岡県磐田市                                       |             |
| 7月    | 2日       | 布施辰徳                         | 静岡県磐田市                                       |             |
| 7月    | 9日       | 末延麻裕子                       | 山口県光市                                         |             |
| 7月    | 16日      | 末延麻裕子                       | 山口県光市                                         |             |
| 7月    | 23日      | 梢                               | 富山県                                             |             |
| 7月    | 30日      | 梢                               | 富山県                                             |             |
| 8月    | 6日       | 山口綾子                         | 石川県金沢市                                       |             |
| 8月    | 13日      | 山口綾子                         | 石川県金沢市                                       |             |
| 8月    | 20日      | なし（一人しゃべりスペシャル）   | なし（一人しゃべりスペシャル）                     |             |
| 8月    | 27日      | 松本明子                         | 香川県高松市                                       | [ 注釈 26 ] |
| 9月    | 3日       | 岡村孝子                         | 愛知県岡崎市                                       |             |
| 9月    | 10日      | 岡村孝子                         | 愛知県岡崎市                                       |             |
| 9月    | 17日      | 入山アキ子                       | 山口県美祢市                                       |             |
| 9月    | 24日      | 入山アキ子                       | 山口県美祢市                                       |             |
| 10月   | 1日       | 山本譲二                         | 山口県下関市                                       |             |
| 10月   | 8日       | 山本譲二                         | 山口県下関市                                       |             |
| 10月   | 15日      | なし                             | 一人しゃべりスペシャル                             |             |
| 10月   | 22日      | なし                             |                                                    | [ 注釈 27 ] |
| 10月   | 29日      | 今井麻美                         | 山口県周南市                                       | [ 注釈 28 ] |
| 11月   | 5日       | 岩崎良美                         | 東京都江東区                                       |             |
| 11月   | 12日      | 岩崎良美                         | 東京都江東区                                       |             |
| 11月   | 19日      | 平尾祐紀子                       | 石川県金沢市                                       |             |
| 11月   | 26日      | 平尾祐紀子                       | 石川県金沢市                                       |             |
| 12月   | 3日       | 島田秀平                         | 長野県長野市                                       |             |
| 12月   | 10日      | 島田秀平                         | 長野県長野市                                       |             |
| 12月   | 17日      | パーマ大佐                       | 埼玉県北本市                                       |             |
| 12月   | 24日      | パーマ大佐                       | 埼玉県北本市                                       |             |
| 12月   | 31日      | 福田彩乃                         |                                                    | 2度目       |

### 2017年
- 1月7日・14日：直江喜一（東京都出身、石川県在住）[49]
- 1月21日・28日：ヒロシ（熊本県荒尾市）[50]
- 2月4日・11日：KOBerrieS♪（兵庫県神戸市）[51]
- 2月18日・25日：売野雅勇（栃木県足利市）[52]
- 3月4日・11日：増位山太志郎（兵庫県姫路市）
- 3月18日・25日：見田村千晴（岐阜県岐阜市）[53]
- 4月1日・8日：斉藤和巳（京都府京都市）
- 4月15日・22日：キラー・カーン（新潟県燕市）
- 4月29日・5月6日：丸本莉子（広島県）
- 5月13日・20日：はなわ（佐賀県佐賀市）
- 5月27日・6月3日：永野（宮崎県宮崎市）
- 6月10日・17日：山田幸代（滋賀県近江八幡市）
- 6月24日・12月30日：なし（一人しゃべりスペシャル）
- 7月1日・8日：彦摩呂（大阪府東大阪市）
- 7月15日・22日：テツandトモ（テツ：滋賀県大津市、トモ：山形県山形市）
- 7月29日・8月5日：川久保秀一（東京都日野市）
- 8月12日・19日：NOモーション。（矢野ともゆき。：北海道、星ノこてつ。：山口県）
- 8月26日・9月2日：fumika（福岡県福岡市）
- 9月9日・16日：岡ゆう子（佐賀県）
- 9月23日・30日：高田文夫（東京都）
- 10月7日・14日：水森かおり（東京都北区）[54]
- 10月21日・28日：じゃい（インスタントジョンソン）（神奈川県川崎市）
- 11月4日・11日：土屋敏男（静岡県静岡市）
- 11月18日・25日：窪真理（東京都出身、トルコ生まれ）
- 12月2日・9日：磯山さやか（2度目）
- 12月16日・23日：ロケット団（三浦昌朗：山形県、倉本剛：東京都）

### 2018年
- 1月6日・13日：山田まりや（愛知県）
- 1月20日・27日：STU48（磯貝花音：愛知県、今村美月：広島県）
- 2月3日・10日：小日向えり（奈良県）
- 2月17日・24日：市川由紀乃（埼玉県）
- 3月3日・10日：AKINA（沖縄県）
- 3月17日・24日：貴闘力忠茂（兵庫県）
- 3月31日：なし（一人しゃべりスペシャル）
- 4月7日・14日：末延麻裕子（2度目）
- 4月21日・28日：KOBerrieS（2度目）
- 5月5日・12日：木村匡也（福岡県）
- 5月19日・26日：GAO（2度目）
- 6月2日・9日：堀口茉純（東京都）
- 6月16日・23日：マッチョ29（サイヤマングレート：長野県、菅原辰馬：静岡県）
- 6月30日・7月7日：U字工事（栃木県）
- 7月14日・21日：星村麻衣（島根県）
- 7月28日・8月4日：神奈月（岐阜県）
- 8月11日・18日：民謡ガールズ（みやび：群馬県、いずみ：千葉県）
- 8月25日・9月1日：パパイヤ鈴木（東京都）
- 9月7日・15日：LUV K RAFT（カレン：滋賀県、ミシュ：兵庫県、カズヤ：奈良県）
- 9月22日・29日：田中大貴（兵庫県）
- 10月6日・13日：沢田知可子（岩手県）
- 10月20日・27日：松本明子（2度目）
- 11月3日・10日：前田幸長（福岡県）
- 11月17日・24日：水樹たま（埼玉県）
- 12月1日・8日：ダイアナ・ガーネット（アメリカ合衆国ワシントンD.C.）
- 12月15日・22日：田川伸治（広島県）
- 12月29日：なし（一人しゃべりスペシャル）

### 2019年
- 1月5日・12日：高木豊（山口県）
- 1月19日・26日：松本英子（秋田県）
- 2月2日・9日：湯原昌幸（茨城県）
- 2月16日・23日：福田こうへい（岩手県）
- 3月2日・9日：久保修（山口県）
- 3月16日・23日：山口瑠美（山口県）
- 3月30日・4月6日：熊谷育美（宮城県）
- 4月13日・20日：ふかわりょう（神奈川県）
- 4月27日・5月4日：山田雅人（大阪府）
- 5月11日・18日：達川光男（広島県）
- 5月25日・6月1日：掛布雅之（新潟県生まれ千葉県育ち）
- 6月8日・15日：サボテンブラザーズ
- 6月16日・23日：風男塾（紅竜真咲：熊本県、桜司爽太郎：青森県）
- 7月6日・13日：小山翔吾（京都）
- 7月20日・27日：松尾貴史（兵庫県）
- 8月3日・10日：岡本真夜（高知県）
- 8月17日・24日：土屋敏男（2度目）
- 8月31日・9月7日：ぐりんぴーす（茨城県）
- 9月14日・21日：杜このみ（北海道）
- 9月28日・10月5日：ウエストランド（岡山県）
- 10月12日・19日：寺嶋由芙（千葉県）
- 10月26日・11月2日：スリムクラブ（沖縄県）
- 11月9日・16日：テツandトモ（2度目）
- 11月23日・30日：河野万里奈（福岡県）
- 12月7日・14日：三輪正義（山口県下関市）
- 12月21日：磯山さやか（3度目）
- 12月28日：なし（一人しゃべりスペシャル）

### 2020年
- 1月4日：磯山さやか（3度目）
- 1月11日・18日：清水アキラ（長野県）
- 1月25日・2月1日：西田あい（2度目）
- 2月8日・15日：鈴木康博（静岡県生まれ神奈川県育ち）
- 2月22日・29日：UiNA（山口県周南市）
- 3月7日・14日：せんだみつお（樺太(サハリン)生まれ東京育ち）
- 3月21日・28日：ガガガSP（コザック前田：兵庫県、山本聡：兵庫県）
- 4月4日・11日：池森秀一（北海道）
- 4月18日・25日：山田雅人（大阪府）
- 5月2日・9日：鈴々舎馬るこ（山口県防府市）
- 5月16日・23日：やきそばかおる（山口県山陽小野田市）
- 5月30日・6月6日：春夏秋冬（ショージ：福岡県、マッセ：広島県）
- 6月13日・20日：cyan（兵庫県）
- 6月27日・7月4日：関野浩之（東京都）
- 7月11日・18日：水戸華之介（2度目）
- 7月25日・8月1日：堀口茉純（2度目）
- 8月8日・15日：岡島秀樹（京都府）
- 8月22日・29日：梵英心（広島県）
- 9月5日・12日：HARTY（大阪府）
- 9月19日・26日：団長安田（安田大サーカス・兵庫県）
- 10月3日・10日：川嶋あい[55]（福岡県福岡市）
- 10月17日・24日：翔、Jonny（横浜銀蝿40th・神奈川県）
- 10月31日・11月7日：美良政次（広島県）
- 11月14日・21日：増田英彦（ますだおかだ・大阪府）
- 11月28日・12月5日：小向なる（北海道）
- 12月12日・19日：エナツの祟り（蕪木蓮：埼玉県、江夏亜祐：東京都、翌桧ダンク冬雪：北海道）
- 12月26日：なし（一人しゃべりスペシャル）

| 2021年 | 2021年 | 2021年                                                 | 2021年                                               | 2021年                 |
| 放送日 | 放送日 | ゲスト名                                               | 出身地                                               | 備考                   |
| ------ | ------ | ------------------------------------------------------ | ---------------------------------------------------- | ---------------------- |
| 1月    | 2日    | Mr.シャチホコ                                          | 愛知県名古屋市                                       |                        |
| 1月    | 9日    | Mr.シャチホコ                                          | 愛知県名古屋市                                       |                        |
| 1月    | 16日   | 宮本和知                                               | 下関市                                               |                        |
| 1月    | 23日   | 宮本和知                                               | 下関市                                               |                        |
| 1月    | 30日   | ロングアイランド（松尾侑治・松原侑潔）                 | 大阪府                                               |                        |
| 2月    | 6日    | ロングアイランド（松尾侑治・松原侑潔）                 | 大阪府                                               |                        |
| 2月    | 13日   | おかゆ                                                 | 北海道                                               |                        |
| 2月    | 20日   | おかゆ                                                 | 北海道                                               |                        |
| 2月    | 27日   | ダイヤモンド（野澤輸出・小野竜輔）                     | 野澤輸出：栃木県 小野竜輔：山口県宇部市              |                        |
| 3月    | 6日    | ダイヤモンド（野澤輸出・小野竜輔）                     | 野澤輸出：栃木県 小野竜輔：山口県宇部市              |                        |
| 3月    | 13日   | 井沢元彦                                               | 愛知県                                               |                        |
| 3月    | 20日   | 井沢元彦                                               | 愛知県                                               |                        |
| 3月    | 27日   | 横浜銀蝿40th（嵐・翔）                                 | 神奈川県                                             |                        |
| 4月    | 3日    | 横浜銀蝿40th（嵐・翔）                                 | 神奈川県                                             |                        |
| 4月    | 10日   | OZZ（KEN5・SHOGO)                                      | KEN5：静岡県 SHOGO：京都府                           |                        |
| 4月    | 17日   | OZZ（KEN5・SHOGO)                                      | KEN5：静岡県 SHOGO：京都府                           |                        |
| 4月    | 24日   | 山田邦子                                               | 東京都                                               |                        |
| 5月    | 1日    | 山田邦子                                               | 東京都                                               |                        |
| 5月    | 8日    | 仲田幸司                                               | アメリカネバタ州生まれ沖縄育ち                       |                        |
| 5月    | 15日   | 仲田幸司                                               | アメリカネバタ州生まれ沖縄育ち                       |                        |
| 5月    | 22日   | ザ・トキメキハニーズ（百瀬さつき・むろみさ・坊あかね） | 百瀬さつき：長野県 むろみさ：千葉県 坊あかね：大阪府 |                        |
| 5月    | 29日   | ザ・トキメキハニーズ（百瀬さつき・むろみさ・坊あかね） | 百瀬さつき：長野県 むろみさ：千葉県 坊あかね：大阪府 |                        |
| 6月    | 5日    | 森本サイダー                                           | 京都府                                               |                        |
| 6月    | 12日   | 森本サイダー                                           | 京都府                                               |                        |
| 6月    | 19日   | 林部智史                                               | 山形県                                               |                        |
| 6月    | 26日   | 林部智史                                               | 山形県                                               |                        |
| 7月    | 3日    | 川崎鷹也                                               | 栃木県                                               |                        |
| 7月    | 10日   | 川崎鷹也                                               | 栃木県                                               |                        |
| 7月    | 17日   | 美里里美                                               | 宮城県                                               |                        |
| 7月    | 24日   | 美里里美                                               | 宮城県                                               |                        |
| 7月    | 31日   | SAKURAI                                                | 徳島県                                               |                        |
| 8月    | 7日    | SAKURAI                                                | 徳島県                                               |                        |
| 8月    | 14日   | 河口恭吾                                               | 栃木県                                               |                        |
| 8月    | 21日   | 河口恭吾                                               | 栃木県                                               |                        |
| 8月    | 28日   | 横浜銀蝿40th（翔・Jonny)                               | 神奈川県                                             | 翔は3度目 Jonnyは2度目 |
| 9月    | 4日    | 横浜銀蝿40th（翔・Jonny)                               | 神奈川県                                             | 翔は3度目 Jonnyは2度目 |
| 9月    | 11日   | 新保友映                                               | 山口県岩国市                                         |                        |
| 9月    | 18日   | 新保友映                                               | 山口県岩国市                                         |                        |
| 9月    | 25日   | KOBerrieS（小形優莉・花城沙弥）                        | 兵庫県                                               | 2度目                  |
| 10月   | 2日    | KOBerrieS（小形優莉・花城沙弥）                        | 兵庫県                                               | 2度目                  |
| 10月   | 9日    | 水森かおり                                             | 東京都                                               |                        |
| 10月   | 16日   | 水森かおり                                             | 東京都                                               |                        |
| 10月   | 23日   | 大事MANブラザースバンド（立川俊之）                    | 埼玉県                                               |                        |
| 10月   | 30日   | 大事MANブラザースバンド（立川俊之）                    | 埼玉県                                               |                        |
| 11月   | 6日    | 白崎映美                                               | 山形県                                               |                        |
| 11月   | 13日   | 白崎映美                                               | 山形県                                               |                        |
| 11月   | 20日   | 有森也実                                               | 埼玉県                                               |                        |
| 11月   | 27日   | 有森也実                                               | 埼玉県                                               |                        |
| 12月   | 4日    | 山口めろん                                             | 兵庫県                                               |                        |
| 12月   | 11日   | 山口めろん                                             | 兵庫県                                               |                        |
| 12月   | 18日   | 東京ホテイソン（ショーゴ・たける）                     | ショーゴ：東京都 たける：岡山県                      |                        |
| 12月   | 25日   | 東京ホテイソン（ショーゴ・たける）                     | ショーゴ：東京都 たける：岡山県                      |                        |

### 2022年
- 1月1日・8日：コージー富田（愛知県）
- 1月15日・22日：花耶（かや、山梨県）
- 1月29日・2月5日：ガガガSP（コザック前田：兵庫県、山本聡：兵庫県）
- 2月12日・19日：城之内早苗（2度目）※2015年以来7年ぶりの出演
- 2月26日・3月5日：北山たけし（福岡県）
- 3月12日・19日：大江裕（大阪府）
- 3月26日・4月2日：金谷俊一郎（京都府）
- 4月9日・16日：トム・ブラウン（北海道札幌市）
- 4月23日・30日：今岡真訪（兵庫県）
- 5月7日・14日：みほとけ（神奈川県）
- 5月21日・28日：おぼん・こぼん（大阪府）
- 6月4日・11日：タブレット純（2度目）※2015年以来7年ぶりの出演
- 6月18日・25日：ユリオカ超特Q（兵庫県）
- 7月2日・9日：ほしのディスコ（群馬県）
- 7月16日・23日：野寄覚令（長崎県）
- 7月30日・8月6日：林家ペー（大阪府）
- 8月13日・8月20日：ぁみ（山口県宇部市）
- 8月27日・9月3日：新宿カウボーイ（石沢勤：新潟県、かねきよ勝則：北海道）
- 9月10日・17日：納言（安部紀克: 埼玉県、薄幸: 千葉県）
- 9月24日・10月1日：半崎美子（北海道）
- 10月8日・15日：ナナフシギ（大赤見ノブ：大阪府、吉田猛々：東京都）
- 10月22日・29日：モリタク!（兵庫県）
- 11月5日・12日：入山アキ子（2度目）※2016年以来6年ぶりの出演
- 11月19日・26日：杏子（長野県）
- 12月3日・10日：未唯mie（静岡県）
- 12月17日・24日：おばたのお兄さん（新潟県）

### 2023年
- 1月7日：JP（滋賀県）
- 1月14日・21日：マコシタツロウ（茨城県）
- 1月28日・2月4日：川久保秀一（東京都）
- 2月11日・18日：山本雅也（青森県）
- 2月25日・3月4日：葉月ゆう（愛知県）[56][57][58]
- 3月11日・18日：堀口茉純（3度目）
- 3月25日 ・ 4月1日： ミスター武士道（三重県）[59][60][61][62]
- 4月8日・15日：あきいちこ（愛知県）
- 4月22日・29日：トム・ブラウン（2度目）
- 5月6日・13日： 海蔵亮太（愛知県）
- 5月20日・27日：的場寛一（兵庫県）
- 6月3日・10日：斉藤こず恵（東京都）
- 6月17日・24日：杜このみ（北海道）
- 7月1日・8日：錦笑亭満堂（東京都）
- 7月15日・22日：真田ナオキ（埼玉県）
- 7月29日・8月5日：石川ひとみ（愛知県）
- 8月12日・19日：広川ひかる（埼玉県）
- 8月26日・9月2日：三戸なつめ（奈良県）
- 9月9日・16日：城南海（鹿児島県）
- 9月23日・30日：鈴木利宗（静岡県）[63][64]
- 10月7日・14日：清水國明（福井県）
- 10月21日・28日：山田雅人（2度目）
- 11月4日・11日：森脇健児（大阪府）
- 11月18日・25日：大西ユカリ（大阪府）
- 12月2日・9日：近藤夏子（島根県）
- 12月16日・23日：もえのあずき（大阪府）
- 12月30日：山野太一（山口県）

### 2024年
- 1月6日：山野太一（山口県）
- 1月13日・20日：普天間かおり（沖縄県）
- 1月27日・2月3日：岩瀬敬吾（広島県）
- 2月10日・17日：川尻哲郎（東京都）
- 2月24日・3月2日：石垣優（沖縄県）
- 3月9日・16日：みほとけ（神奈川県）
- 3月23日・30日：梵天（沖縄県）
- 4月6日・13日：松本英子（秋田県）
- 4月20日・27日：ビートきよし（山形県）
- 5月4日・11日：サノライブ（京都府）
- 5月18日・25日：ゆあさみちる（新潟県）
- 6月1日・8日：川村エミコ（神奈川県）
- 6月15日・22日：夏川りみ（沖縄県）
- 6月29日・7月6日：みずき舞（滋賀県）
- 7月13日・20日：石原詢子（岐阜県）
- 7月27日・8月3日：河本育之（山口県）
- 8月10日・17日：柴田賢佑（北海道）
- 8月24日・31日：入山アキ子（3回目）
- 9月7日・14日：チャイム（だんな松丘慎吾：京都府、赤プル：茨城県）
- 9月21日・28日：信川清順（埼玉県）
- 10月5日・12日：山口瑠美（山口県）
- 10月19日・26日：堀口茉純（4度目）
- 11月2日・9日：松原健之（静岡県）
- 11月16日・23日：青木さやか（愛知県）
- 11月30日・12月7日：真由子（東京都）
- 12月14日・21日：大石まどか（北海道）
- 12月28日：レッツゴーよしまさ（埼玉県）

### 2025年
- 1月4日：レッツゴーよしまさ（埼玉県）
- 1月11日・18日：山崎ハコ（大分県）
- 1月25日・2月1日：佐々木優太（兵庫県）
- 2月8日・15日：酒井一圭（純烈・大阪府）